# 9718 Гербєфремов
9718 Гербєфремов (9718 Gerbefremov) — астероїд головного поясу, відкритий 16 грудня 1976 року.
Тіссеранів параметр щодо Юпітера — 3,527.